# Trieces tricarinatus
Trieces tricarinatus är en stekelart som först beskrevs av Holmgren 1858.  Trieces tricarinatus ingår i släktet Trieces och familjen brokparasitsteklar. Arten är reproducerande i Sverige. Utöver nominatformen finns också underarten T. t. nigrofemur.